# Janusz Paradowski
Janusz Paradowski (ur. 10 grudnia 1930 w Warszawie, zm. 31 stycznia 2013 tamże) – polski kolarz szosowy i torowy, mistrz i reprezentant Polski.
Był zawodnikiem Warszawianki. Dwukrotnie zdobywał mistrzostwo Polski - w 1956 w wyścigu przełajowym, w 1959 ze startu wspólnego, czterokrotnie sięgał po wicemistrzostwo Polski (1955 i 1959 w wyścigu przełajowym, w 1956 w wyścigu górskim i w 1957 w wyścigu indywidualnym ze startu wspólnego), w 1959 zdobył także brązowy medal w wyścigu drużynowym na 100 km. Ośmiokrotnie wygrywał etapy w Tour de Pologne (1956 - 1 raz, 1957 - 2 razy, 1958 - 1 raz, 1959 - 4 razy). W 1957 zajął 40. miejsce w Wyścigu Pokoju. Trzykrotnie bez sukcesów startował w wyścigu szosowym mistrzostw świata (1956 – 60 m, 1957 - nie ukończył, 1959 – 57 m).
17 września 1959 pobił rekord Polski w jeździe torowej na 10 km (14.12.2) i 20 km (28.34.2).